# Trzciniak oliwkowy
Trzciniak oliwkowy (Acrocephalus kerearako) – gatunek małego ptaka z rodziny trzciniaków (Acrocephalidae). Występuje endemicznie na Mitiaro i Mangai – atolach należących do Wysp Cooka (terytorium zamorskie Wielkiej Brytanii). Jego środowiskiem naturalnym są ogrody, bagna i tereny zalesione. 

## Systematyka
Wyróżniono dwa podgatunki A. kerearako:
- Acrocephalus kerearako kerearako Holyoak, 1974 – Mangaia,
- Acrocephalus kerearako kaoko Holyoak, 1974 – Mitiaro.

## Status
IUCN od 2024 roku uznaje trzciniaka oliwkowego za gatunek najmniejszej troski (LC, Least Concern); wcześniej, od 2000 roku był on klasyfikowany jako gatunek bliski zagrożenia (NT, Near Threatened), a od 1988 roku jako gatunek najmniejszej troski. Liczebność populacji nie została oszacowana, ale ptak ten opisywany jest jako nadal pospolity na obu wyspach. Ze względu na brak dowodów na spadki liczebności bądź istotne zagrożenia dla gatunku BirdLife International ocenia trend liczebności populacji jako stabilny. Zagrożeniem dla stabilności populacji trzciniaka oliwkowego są introdukowane na wyspy szczury, koty czy agresywny ptak – majna brunatna, a także utrata siedlisk spowodowana rozwijającym się rolnictwem i wypasem kóz.